# Pradosia cochlearia
Pradosia cochlearia – gatunek drzewa należący do rodziny sączyńcowatych. Występuje na terenie Brazylii i Gujany Francuskiej.